# Modena Football Club 1959-1960
Questa pagina raccoglie le informazioni riguardanti il Modena Football Club nelle competizioni ufficiali della stagione 1959-1960.

## Rosa
| N. |                   | Ruolo | Calciatore              |
| -- | ----------------- | ----- | ----------------------- |
|    | Italia (bandiera) | C     | Elio Abbati             |
|    | Italia (bandiera) | D     | Romano Agostinelli      |
|    | Italia (bandiera) | D     | Francesco Aguzzoli      |
|    | Italia (bandiera) | P     | Luigi Balzarini         |
|    | Italia (bandiera) | A     | Ermanno Barbolini (III) |
|    | Italia (bandiera) | A     | Giancarlo Bolognesi     |
|    | Italia (bandiera) | D     | Giordano Cattani        |
|    | Italia (bandiera) | D     | Michele Chirico         |
|    | Italia (bandiera) | C     | Pier Luigi Cignani      |
|    | Italia (bandiera) | A     | Gianni Goldoni          |

| N. |                   | Ruolo | Calciatore           |
| -- | ----------------- | ----- | -------------------- |
|    | Italia (bandiera) | C     | Gianni Grossi        |
|    | Italia (bandiera) | P     | Fabrizio Lini        |
|    | Italia (bandiera) | C     | Oriello Lugli        |
|    | Italia (bandiera) | C     | Angelo Ottani        |
|    | Italia (bandiera) | A     | Franco Panza         |
|    | Italia (bandiera) | A     | Adelmo Ponzoni       |
|    | Italia (bandiera) | A     | Luigi Scarascia      |
|    | Italia (bandiera) | C     | Giulio Cesare Spagni |
|    | Italia (bandiera) | C     | Romano Storchi       |
|    | Italia (bandiera) | A     | Ugo Tomeazzi         |

## Risultati

### Serie B

#### Girone di andata
| 15 ottobre 1959 1ª giornata | Lecco | 2 – 1 | Modena |  |

| 1º novembre 2ª giornata | Modena | 1 – 0 | Novara |  |

| 4 ottobre 1959 3ª giornata | Verona | 1 – 2 | Modena |  |

| 11 ottobre 1959 4ª giornata | Modena | 1 – 1 | Simmenthal-Monza |  |

| 8 novembre 1953 5ª giornata | Catanzaro | 2 – 0 | Modena |  |

| 25 ottobre 1959 6ª giornata | Messina | 1 – 0 | Modena |  |

| 1º novembre 1959 7ª giornata | Modena | 2 – 1 | Cagliari |  |

| 15 novembre 1959 8ª giornata | Modena | 3 – 1 | Sambenedettese |  |

| 8 ottobre 1967 9ª giornata | Marzotto Valdagno | 0 – 0 | Modena |  |

| 22 settembre 1946 10ª giornata | Modena | 4 – 0 | Parma |  |

| 29 novembre 1959 11ª giornata | Triestina | 3 – 0 | Modena |  |

| 13 dicembre 1959 12ª giornata | Reggiana | 2 – 2 | Modena |  |

| 15 settembre 1996 13ª giornata | Modena | 0 – 0 | Catania |  |

| 8 dicembre 1949 14ª giornata | Brescia | 5 – 1 | Modena |  |

| 9 febbraio 1975 15ª giornata | Modena | 3 – 0 | Como |  |

| 10 gennaio 1960 16ª giornata | Modena | 1 – 0 | Taranto |  |

| 16 novembre 1986 17ª giornata | Ozo Mantova | 4 – 1 | Modena |  |

| 24 gennaio 1960 18ª giornata | Modena | 3 – 0 | Venezia |  |

| 31 gennaio 1960 19ª giornata | Modena | 0 – 0 | Torino |  |

#### Girone di ritorno
| 8 febbraio 1960 20ª giornata | Modena | 1 – 0 | Lecco |  |

| 15 febbraio 1960 21ª giornata | Novara | 4 – 1 | Modena |  |

| 21 febbraio 1960 22ª giornata | Modena | 0 – 0 | Verona |  |

| 28 febbraio 1960 23ª giornata | Simmenthal-Monza | 1 – 1 | Modena |  |

| 6 marzo 1960 24ª giornata | Modena | 1 – 1 | Catanzaro |  |

| 13 marzo 1960 25ª giornata | Modena | 0 – 2 | Messina |  |

| 20 marzo 1960 26ª giornata | Cagliari | 1 – 1 | Modena |  |

| 27 marzo 1960 27ª giornata | Sambenedettese | 3 – 0 | Modena |  |

| 3 aprile 1960 28ª giornata | Modena | 0 – 1 | Marzotto Valdagno |  |

| 10 aprile 1960 29ª giornata | Parma | 2 – 2 | Modena |  |

| 17 aprile 1960 30ª giornata | Modena | 1 – 4 | Triestina |  |

| 24 aprile 1960 31ª giornata | Modena | 2 – 2 | Reggiana |  |

| 1º maggio 1960 32ª giornata | Catania | 1 – 1 | Modena |  |

| 8 maggio 1960 33ª giornata | Modena | 0 – 2 | Brescia |  |

| 15 maggio 1960 34ª giornata | Como | 1 – 1 | Modena |  |

| 22 maggio 1960 35ª giornata | Taranto | 2 – 0 | Modena |  |

| 26 maggio 1960 36ª giornata | Modena | 0 – 1 | Ozo Mantova |  |

| 29 maggio 1960 37ª giornata | Venezia | 0 – 0 | Modena |  |

| 5 giugno 1960 38ª giornata | Torino | 3 – 1 | Modena |  |

## Statistiche

### Statistiche di squadra
| Competizione | Punti | In casa | In casa | In casa | In casa | In casa | In casa | In trasferta | In trasferta | In trasferta | In trasferta | In trasferta | In trasferta | Totale | Totale | Totale | Totale | Totale | Totale | DR  |
| Competizione | Punti | G       | V       | N       | P       | Gf      | Gs      | G            | V            | N            | P            | Gf           | Gs           | G      | V      | N      | P      | Gf     | Gs     | DR  |
| ------------ | ----- | ------- | ------- | ------- | ------- | ------- | ------- | ------------ | ------------ | ------------ | ------------ | ------------ | ------------ | ------ | ------ | ------ | ------ | ------ | ------ | --- |
| Serie B      | 32    | 19      | 8       | 6       | 5       | 23      | 16      | 19           | 1            | 8            | 10           | 15           | 35           | 38     | 9      | 14     | 15     | 38     | 51     | -13 |
| Coppa Italia |       | -       | -       | -       | -       | -       | -       | 2            | 0            | 1            | 1            | 3            | 4            | 2      | 0      | 1      | 1      | 3      | 4      | -1  |
| Totale       |       | 19      | 8       | 6       | 5       | 23      | 16      | 21           | 1            | 9            | 11           | 18           | 39           | 40     | 9      | 15     | 16     | 41     | 55     | -14 |

### Statistiche dei giocatori
| Giocatore          | Serie B  | Serie B | Coppa Italia | Coppa Italia | Totale   | Totale |
| Giocatore          | Presenze | Reti    | Presenze     | Reti         | Presenze | Reti   |
| ------------------ | -------- | ------- | ------------ | ------------ | -------- | ------ |
| E. Abbati          | 4        | 0       | -            | -            | 4        | 0      |
| R. Agostinelli     | 26       | 1       | -            | -            | 26       | 1      |
| F. Aguzzoli        | 33       | 0       | 2            | 0            | 35       | 0      |
| L. Balzarini       | 37       | -47     | 2            | -4           | 39       | -51    |
| E. Barbolini (III) | 2        | 0       | -            | -            | 2        | 0      |
| G. Bolognesi       | 30       | 3       | 2            | 0            | 32       | 3      |
| G. Cattani         | 25       | 2       | -            | -            | 25       | 2      |
| M. Chirico         | 7        | 0       | 1            | 0            | 8        | 0      |
| P. Cignani         | 19       | 3       | -            | -            | 19       | 3      |
| G. Goldoni         | 10       | 0       | 2            | 2            | 12       | 2      |
| G. Grossi          | 33       | 0       | 2            | 0            | 35       | 0      |
| F. Lini            | 1        | -4      | -            | -            | 1        | -4     |
| O. Lugli           | 27       | 6       | 2            | 0            | 29       | 6      |
| A. Ottani          | 35       | 0       | 2            | 0            | 37       | 0      |
| F. Panza           | 4        | 0       | 2            | 0            | 6        | 0      |
| A. Ponzoni         | 33       | 8       | 2            | 0            | 35       | 8      |
| L. Scarascia       | 14       | 2       | -            | -            | 14       | 2      |
| G. Spagni          | 37       | 0       | 2            | 0            | 39       | 0      |
| R. Storchi         | 7        | 2       | -            | -            | 7        | 2      |
| U. Tomeazzi        | 34       | 11      | 2            | 1            | 36       | 12     |